# Locuzioni greche
Elenco di locuzioni greche in ordine alfabetico.

## Α
(h)a
Ἀγεωμέτρητος μηδεὶς εἰσίτω.
Agheōmètrētos mēdéis eisìtō
"Non entri nessuno che non conosca la geometria." – Motto all'entrata dell'Accademia di Platone. Platone riteneva fondamentale che i suoi alunni studiassero la geometria perché proprio la geometria doveva aprire la strada al regno delle idee, dal momento che non tratta triangoli, quadrilateri o cerchi reali ma figure ideali, frutto del pensiero. Proprio dalla geometria quindi si doveva intuire l'esistenza del suo Iperuranio.

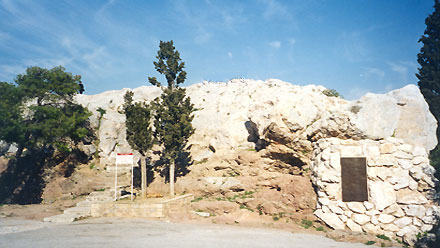
Riquadro con il discorso dell’apostolo Paolo sull'Areopago:
“Al Dio sconosciuto.”

Ἀγνώστῳ Θεῷ.
Agnòstō theò
"Al dio sconosciuto" – Da un discorso dell'apostolo Paolo all'Areopago, in cui egli mostra il suo stupore per aver trovato un altare dedicato al "dio sconosciuto":
«Διερχόμενος γὰρ καὶ ἀναθεωρῶν τὰ σεβάσματα ὑμῶν εὗρον καὶ βωμόν ἐν ᾧ ἐπεγέγραπτο ἀγνώστῳ θεῷ ὃ οὖν ἀγνοοῦντες εὐσεβεῖτε τοῦτο ἐγὼ καταγγέλλω ὑμῖν.»
"Passando e osservando i vostri monumenti sacri, ho trovato anche un altare su cui stava scritto: “A un dio ignoto”. Dunque, quello che voi venerate senza conoscerlo, io vengo ad annunciarlo a voi" (Atti degli Apostoli 17, 22-31).
Ἀδιάφορα.
adiaphora
"Cose indifferenti" – Concetto usato dalla filosofia stoica per indicare cose che sono al di fuori dalla legge morale, cioè azioni che non sono né moralmente prescritte né moralmente proibite.
Ἀεὶ ὁ θεὸς γεωμετρεῖ.
Aèi ho theòs gheōmetreî
“Dio geometrizza sempre.” - Platone – Plutarco elaborò questa frase nel suo saggio Πῶς Πλάτων ἔλεγε τὸν θεὸν ἀεί γεωμετρεῖν: “Cosa intende Platone quando dice che il dio applica geometrizza ogni cosa?".
Αἰὲν ἀριστεύειν καὶ ὑπείροχον ἔμμεναι ἄλλων,
μηδὲ γένος πατέρων αἰσχυνέμεν […]
Aièn aristèyein kaì hypèirocon émmenai állōn
mēdè ghènos patèrōn àischynèmen
“Primeggia sempre e sovrasta gli altri e non disonorare la stirpe dei padri.” - Omero, Iliade, libro VI, vv. 208-209.
Ἄλφα καὶ ὦ.
Álpha kai ô
"Alfa e omega." – La prima e l'ultima lettera dell'alfabeto greco stanno a significare inizio e fine. Questo concetto si trova nell’Apocalisse di Giovanni 22,13 nella seguente forma:
«Ἐγὼ τὸ ἄλφα καὶ τὸ ὦ, ὁ πρῶτος καὶ ὁ ἔσχατος, ἡ ἀρχὴ καὶ τὸ τέλος.»
Egô tò àlpha kai  to ô, ò prôtos kài èscatos, ê archê kài tò tèlos.
Nella vulgata latina diventa:
“Ego sum α et ω principium et finis dicit Dominus Deus qui est et qui erat et qui venturus est Omnipotens.”
Ἄνδρα μοι ἔννεπε, Μοῦσα…
Àndra moi ènnepe, Musa
"Parlami, Musa, dell'uomo…" – Inizio del primo verso dell’Odissea, che in 12.200 esametri racconta le peregrinazioni di Odisseo, re di Itaca, dopo dieci anni di guerra. Dopo svariate avventure riesce a sbarcare in patria sotto le spoglie di un mendicante e deve affrontare i Proci che, installatisi nella sua casa, ne sperperano i beni.
Ἄνθρωπος μικρὸς κόσμος.
Ànthrōpos mikròs kòsmos
"L'uomo è un microcosmo." – Democrito d’Abdera eguaglia l'uomo al cosmo, paragone che è diventato poi famoso come schema microcosmo-macrocosmo.
Ἂνω κάτω πάντα.
Ánō kátō pánta
"Tutto sottosopra" - Espressione che indica uno sconvolgimento radicale, molto usata dagli autori greci. In generale l'espressione può essere composta solo da ἄνω e κάτω, col valore di su e giù o con quello di sottosopra.
Ἅπαξ λεγόμενον.
Hapax legòmenon
"Che è detto una volta sola." – L’hapax legomenon indica una parola che compare in un solo punto all'interno di un corpus di testi. Nel Nuovo Testamento l’hapax legomenon è segno che l'autore ha inserito nella propria opera materiale testuale di altra provenienza o che il testo è stato modificato in una rielaborazione successiva.
Ἄριστον μὲν ὕδωρ.
Àriston men hýdōr
"L'acqua è comunque la cosa più grande." – Pindaro, Olimpica, I, 1.
Ἀρχὴ μεγίστη τοῦ βίου τά γράμματα.
Archè meghiste tou bou ta gràmmata
"Il miglior inizio della vita sono le lettere." – Testo di esercizio rinvenuto su un'antica tavoletta greca in lettere maiuscole «ΑΡΧΗ ΜΕΓΙΣΤΗ ΤΟΥ ΒΙΟΥ ΤΑ ΓΡΑΜΜΑΤΑ».
(Ἀναξίμανδρος) … ἀρχὴν … (εἴρηκε) τῶν ὄντων τὸ ἄπειρον
(Anaxìmandros) … archèn … (èirēke) tōn òntōn to àpeiron
"(Anassimandro ha detto che) il principio degli esseri è l'infinito" - Simplicio, Commentario alla fisica di Aristotele, 24, 13. Questo passo di Simplicio riprende l'aforisma più importante e famoso tra quelli attribuiti al filosofo greco Anassimandro.
Ἄσβεστος γέλος.
ásbestos ghélos
"Riso inestinguibile" – Le cosiddetta risata omerica identifica la risata sonora attribuita da Omero agli dei in Iliade, I, 599 e Odissea, VIII, 326. Il dio Efesto, scoperto che la moglie Afrodite lo tradiva con il dio Ares, escogitò uno stratagemma per vendicarsi: mentre i due dei erano congiunti nel suo letto matrimoniale, Efesto fece scattare sopra di loro una rete che li imprigionò. Chiamati gli altri dei, Efesto li espose al ludibrio generale:
"E una lunga risata scoppiò tra gli dei beati."

## Β
b
Βῆ βῆ.
bê bê
"be be" – Estratto dal Dionisalessandro (fr. 43 Kock) del commediografo Cratino:
«Ὁ δ᾿ ἠλίθιος ὥσπερ πρόβατον βῆ βῆ λέγων βαδίζει.»
Ho d' ēlìthios hòsper pròbatōn bèe bèe lègōn badìzei
“Lo stupido si muove come una pecora che fa be be.”
Gli umanisti del XVI secolo furono in disputa su come dovesse essere letto il greco antico, in particolare la lettera eta (η): da una parte gli etacisti come Erasmo da Rotterdam che plaudevano per la pronuncia æ/e, gli itacisti invece per la i. Secondo la lettura neogreca, tuttavia, il testo «βῆ βῆ» si pronuncerebbe "vi, vi".
Il frammento in questione dell'opera di Cratino venne portato dagli etacisti come prova evidente che la lettera eta (η) era pronunciata con timbro "e", dato che le pecore, ora come allora, fanno "bee", non "bii" né "vii".
Il filosofo Georg Christoph Lichtenberg intervenne nella disputa indirizzando la seguente satira contro Johann Heinrich Voss: To bäh or not to bäh, that is the question.
Βρῶμα θεῶν.
Brôma theôn
"Cibo degli dei" – Probabilmente detto da Nerone a proposito dei funghi avvelenati con cui sua madre Agrippina Minore uccise il marito Claudio, zio di Nerone. Secondo Svetonio, Agrippina aveva tentato tre volte di avvelenare Claudio per assicurare il trono a Nerone, suo figlio di primo letto.

## Γ

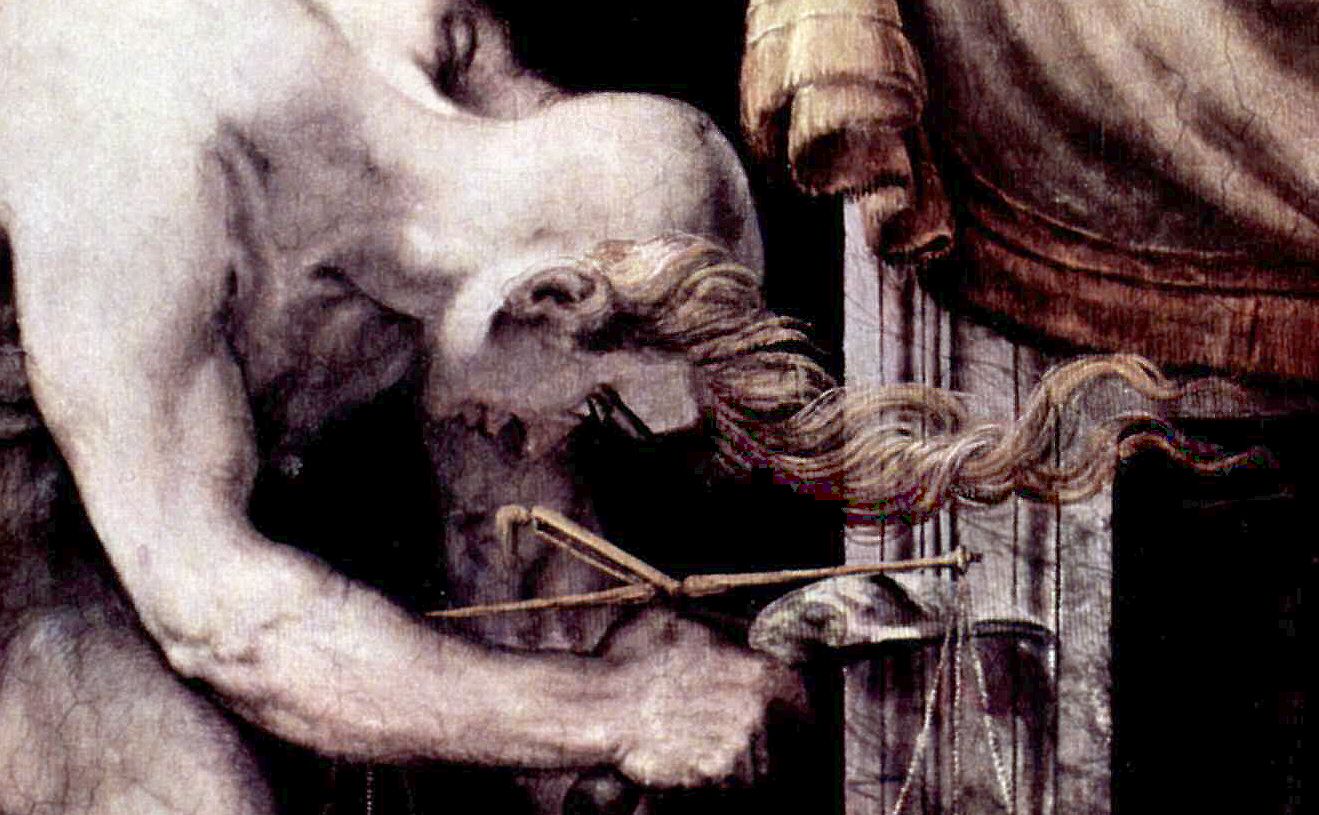
Ciuffo di capelli di Kairos (Particolare da un affresco di Francesco Salviati)

g
Γένοιο οἷος εἷ.
Gènoio hòios éi
"Diventa ciò che sei!" – Ammonimento del poeta Pindaro, accanto a "Conosci te stesso!" una delle più famose iscrizioni di Delfi. Così si legano lo sviluppo della personalità con il riconoscimento di sé: entrambe le frasi, combinate, danno: "Riconosci cosa sei nel cuore del tuo essere, poi cerca di diventarlo." La frase era diretta da Pindaro a Ierone I, tiranno di Siracusa e vincitore ai Giochi Pitici a Delfi.
Γίγνωσκε καιρόν.
Gìgnōske kairòn
"Riconosci il momento giusto!" – Massima di Pittaco di Mitilene. Il dio greco del momento giusto, Kairos appunto, era rappresentato rasato sulla nuca e un ciuffo di capelli sulla fronte, che si doveva afferrare al momento giusto.
La versione latina è «Tempus nosce» o «Nosce tempus».
Γλαῦκ᾿ εἰς Ἀθήνας. oppure Γλαῦκ᾿ Ἀθήναζε.
Glauk' eis Athènās. / Glauk' Athènazde
"Portare civette ad Atene" – L'espressione sta a indicare un'attività superflua. È da ascrivere al drammaturgo Aristofane, che coniò l'espressione nella sua commedia Gli uccelli. Al verso 301 si commenta il passaggio di una civetta con le parole: "Chi ha portato la civetta ad Atene?". C'erano molte civette ad Atene, dato che erano simbolo della dea protettrice della città, Atena. Probabilmente Aristofane si riferisce anche alle monete, su cui era coniata una civetta. Aristofane riteneva fosse superfluo mandare nella ricca Atene monete d'argento, con la civetta. Al verso 1106 scrive al riguardo: "Civette non mancheranno mai."
Γνῶθι σεαυτόν.
Gnôthi seautòn
"Conosci te stesso" – Precetto iscritto all'entrata del tempio di Apollo a Delfi. "Conosci te stesso" è la seconda delle tre massime di saggezza apollinee, oltre a «εἶ» "ei", "tu sei" e «μηδὲν ἄγαν» "mēdèn ágān", "niente di troppo". La frase è attribuita al saggio Chilone e ad altre quattro persone: Chilone di Sparta, Talete di Mileto, Pitagora e Solone d’Atene.
Socrate ricava da questa massima il principio della consapevolezza di sé, una precondizione della conoscenza filosofica e della saggezza.

## Δ

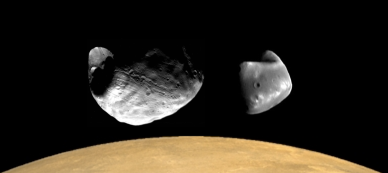
Le lune di Marte Deimos e Phobos
Δεῖμος καὶ Φόβος

d
Δεῖμος καὶ Φόβος.
Dèimos kai Phòbos
"Terrore e paura" – Figli e scorta del dio della guerra Ares, ῎Αρης. Deimos e Phobos sono anche i nomi delle lune del pianeta Marte, il corrispondente latino di Ares. Probabilmente non si sono formati assieme a Marte, ma sono asteroidi catturati gravitazionalmente e quindi non hanno forma sferica. La loro scoperta ad opera dello statunitense Asaph Hall nel 1877 segnò un sensazionale evento scientifico per il suo tempo. Il nome fu proposto dall'inglese Henry Madan. Paura, Phobos, e Terrore, Deimos, incalzavano i guerrieri mentre loro mischiavano le linee dei nemici. Se Edward Golden avesse scoperto una terza luna, questa avrebbe probabilmente preso il nome di Enyo, «Ένυώ», la personificazione del tumulto della battaglia.
Δῶρον τοῦ ποταμοῦ.
dôron tou potamù
"Dono del fiume" – L'Egitto per Erodoto, spesso anche "Dono del Nilo". La frase completa è:
«Αἴγυπτος, ἐς τὴν Ἕλληνες ναυτίλλονται, ἐστὶ Αἰγυπτίοισι ἐπίκτητός τε γῆ καὶ δῶρον τοῦ ποταμοῦ.»
Áighyptos, es tên Èllēnes nautìllontai, estì Aighypioisi epiktētos te ghê kài dôron tû potamû
“L'Egitto, quello che i Greci percorrono per nave, è per gli Egizi una terra ottenuta di recente e un dono del fiume.”
Δῶς μοι πᾶ στῶ καὶ τὰν γᾶν κινάσω.
Dōs moi pā stō, kai tān gān kināsō
"Datemi un punto d'appoggio e solleverò la Terra." – Frase attribuita a Archimede, che era così convinto dell'importanza delle leggi sulle leve da affermare di poter scardinare la Terra se solo avesse avuto un punto fermo al di fuori di essa. La frase è nel dialetto dorico parlato in Sicilia, in attico è:
«Δός μοι ποῦ στῶ, καὶ τὴν γῆν κινήσω.»
Dōs moi pû stō, kai tên ghên kinêsō

## Ε
(h)e
Εἰ μὴ Ἀλέξανδρος ἤμην, Διογένης ἂν ἤμην.
Ei mē Alexandros ēmēn, Diogenēs an ēmēn
"Se non fossi Alessandro, sarei Diogene." – Da Plutarco, Vita di Alessandro, 14. Così disse Alessandro dopo aver chiesto a Diogene di Sinope cosa potesse fare per lui. Diogene gli aveva risposto: «Μῑκρὸν ἀπὸ τοῦ ἡλίου μετάστηθι.» (“Spostati un po' dal Sole”).
Εἰ στρατεύσεις ἐπὶ τοὺς Πέρσας, μεγάλην ἀρχὴν καταλύσεις.
Ei strateuseis epi tous Persas, megalēn archēn katalyseis
"Se farai guerra ai Persiani distruggerai un grande regno." – Si trova anche come: “Se supererai l'Alis, distruggerai un gran regno”. Tale profezia ricevette il re di Lidia, Creso, quando chiese consiglio all'oracolo di Apollo a Delfi se dovesse attaccare l'impero persiano. Incoraggiato da un responso in apparenza così favorevole, venne sconfitto, distruggendo così non il regno persiano, ma il proprio.
Εἷς μοι μύριοι, ἐὰν ἄριστος ἦν.
Heis moi myrioi, ean aristos ēn
"Uno per me vale come diecimila, se è il migliore." – Quest'affermazione è espressione dell'orientamento aristocratico e antidemocratico di Eraclito. Biasimò gli abitanti della sua città natale: «Gli Efesini farebbero meglio a impiccarsi tutti uno a uno […] loro che hanno cacciato via Ermodoro, il loro uomo di maggior valore, dicendo: “Di noi nessuno deve essere di maggior valore, o se sì, deve esserlo altrove e presso altri.”»

Bandiera greca:
9 strisce per le nove sillabe del motto,
Ε-λευ-θε-ρί-α ή Θά-να-τος,
oppure per le lettere della parola Ελευθερία (Libertà).

Ελευθερία ή Θάνατος!
Elefthería í thánatos
"Libertà o morte" – Il motto della Repubblica Greca, Ymnos is tin Eleftherian, «Ὕμνος εἰς τὴν Ἐλευθερίαν», in italiano "Inno alla libertà", fu scritto nel 1823 da Dionysos Solomos e in tutto ha 158 strofe. Le prime due costituiscono l'inno nazionale greco e della Repubblica di Cipro.
Ἐλέφαντα ἐκ μυῖας ποιεῖς.
Elephanta ek myias poieis
"Fai di una mosca un elefante." – Già Luciano tratta quest'espressione come un proverbio, quando dice:
"Avrei ancora molto da dire. Tuttavia ora termino il mio discorso perché non voglio destare l'impressione di voler fare, come si dice, di una mosca un elefante."
Erasmo da Rotterdam la traduce in latino con: «Elephantum ex musca facis».
Ἐν οἴνῳ αλήθεια.
En oinō alētheia
"Nel vino (sta) la verità." La frase viene attribuita al poeta Alceo. La versione latina, più conosciuta, recita: “In vino veritas”. Plinio il Vecchio constata nella sua Historia naturalis: “Vulgoque veritas iam attributa vino est”. Divenne un detto ad opera di Erasmo da Rotterdam.
Ἔπεα πτερόεντα.
Epea pteroenta
"Parole alate" – Tipica formula in Omero per designare parole che, mirando dritto al loro scopo, da chi parla si dirigono all'ascoltatore.
Εὕρηκα!
Heureka
"Ho trovato!" – Versione in greco moderno: «Εύρηκα». L'esclamazione è diventata famosa per l'aneddoto trasmessoci da Plutarco e Vitruvio, secondo cui Archimede di Siracusa corse nudo per le vie di Siracusa gridando questa frase, dopo aver scoperto in una vasca il principio di Archimede che lo rese famoso. Da allora eureka indica un'esplosione di gioia dopo la soluzione di un problema complicato.
Ἔτι μίαν μάχην Ῥωμαίους νικήσωμεν, ἀπολούμεϑα παντελῶς.
Éti mían mákhēn Rhōmaíous nikḗsōmen, apoloúmetha pantelôs.
"Se sconfiggeremo di nuovo i Romani in una battaglia, saremo completamente annientati." – Pirro dell'Epiro commentando le sue vittorie (secondo Plutarco, Vita di Pirro).

## Ζ
z
Ζῷον πολιτικὸν.
Zōon politikon
"Animale sociale" – Il pezzo completo, tratto dalla Politica di Aristotele, recita:
«Ἐκ τούτων οὖν φανερὸν ὅτι τῶν φύσει ἡ πόλις ἐστί, καὶ ὅτι ὁ ἄνθρωπος φύσει πολιτικὸν ζῷον.»
"È evidente che lo stato discende dalla natura, e che l'uomo per natura è un animale sociale."

## Η

La bandiera di Mani con il motto: (Vittoria o morte - con lo scudo o sullo scudo)

(h)ē
Ἢ τὰν ἢ ἐπὶ τᾶς.
Ē tān ē epi tās
"Con lo scudo o sullo scudo" – L'espressione greca usa il pronome personale al posto di "scudo". Era il saluto che le madri spartane rivolgevano ai loro figli prima della partenza per la guerra: essi potevano ritornare a casa portando lo scudo oppure essere riportati morti sullo scudo. Va ricordato che perdere lo scudo era sinonimo di diserzione e codardia, poiché non si poteva scappare senza esserselo tolto, data la sua pesante mole.
Ἦθος, ἀνθρώπῳ δαίμων.
ēthos anthrōpō daimōn
"Il carattere è il destino dell'uomo." – Ogni uomo agisce secondo i dettami del proprio carattere, vuole sottolineare Eraclito, e così forgia il proprio destino. In latino si trova «Faber est quisque fortunae suae.», risalente a Sallustio.

## Θ
th
Θάλασσα καὶ πῦρ καὶ γυνή, κακὰ τρία.
Thalassa kai pyr kai gynē, kaka tria
"Mare e fuoco e donna, tre mali" – Questo detto misogino di Menandro illustra le tre cose più pericolose nella vita.
Θάλαττα, θάλαττα.
Thalatta, thalatta
"Il mare, il mare!" – Topos letterario e storico per descrivere la salvezza arrivata dopo lunghe sofferenze. Il detto compare nell'Anabasi di Senofonte, che descrive come tutto l'esercito dei Diecimila sia scoppiato nel grido «θάλαττα, θάλαττα» non appena ebbe superato l'ultimo rilievo davanti alla costa. Tutti i soldati, stremati da una marcia chilometrica, si misero a correre per poter rivedere il mare. Heinrich Heine scrisse una poesia dal titolo “Saluto al mare”, le cui prime righe recitano:
(Salutation to the sea)
James Joyce citò la locuzione «θάλαττα, θάλαττα» nell'incipit del suo romanzo, Ulisse, per bocca del personaggio Buck Mulligan.
Θεὸς κινεῖ ὠς ἐρώμενον κινεῖ
Theòs kinèi-ōs eròmenon kinèi
"Dio muove come oggetto d'amore muove". Aristotele, Metafisica, VII, 1071 b, 1-10. Aforisma aristotelico della sua teoria del Πρῶτον κινοῦν ἀκίνητον (motore immobile), in particolare il movimento dei corpi viene visto come "movimento in funzione del motore immobile" che passivamente ne è causa prima. La similitudine si può spiegare così: come l'amato è il motivo (pur passivo) dell'azione (e quindi del movimento) di chi lo ama così il motore immobile è la causa finale e non efficiente del movimento degli enti che, in virtù della sua perfezione, si muovono in sua funzione.

## Ι
(h)i

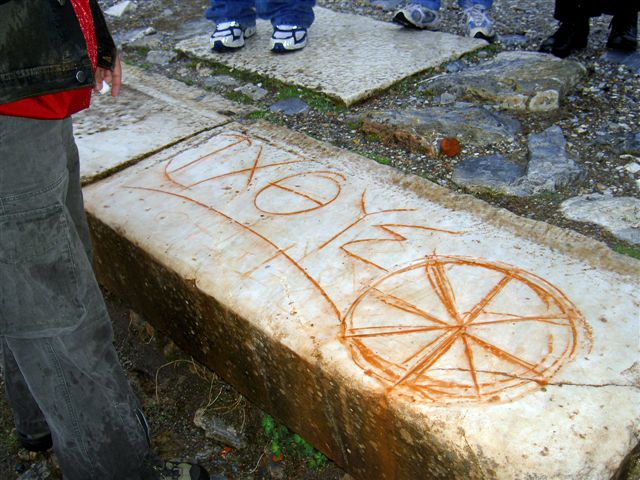
L'acronimo ΙΧΘΥΣ a Efeso

Ἰησοῦς Χριστὸς Θεοῦ Υἱὸς Σωτήρ
Iēsous Christos Theou Hyios Sōtēr
"Gesù Cristo Figlio di Dio Salvatore" – L'acronimo risulta dunque ΙΧΘΥΣ, che in greco significa "pesce" ed era per i primi cristiani un segno di riconoscimento non compromettente.
Ἰῶτα
iōta
La iota è la nona e la più piccola lettera dell'alfabeto greco ma è nominata espressamente nel Nuovo Testamento, nel Vangelo di Marco 5, 18:
"In verità vi dico: finché non passino il cielo e la terra, non uno iota non un apice cadrà, prima che tutto accada."
Il senso è che né uno iota né la sua più piccola parte possa essere modificata.
Paradossalmente lo stesso scisma ariano verteva attorno a uno iota. In questione era il rapporto tra Dio Padre e Gesù Cristo: nel Primo Concilio di Nicea, anno 325, fu decretato che Gesù e Dio Padre fossero uguali nella loro essenza («ὁμοούσιος» homoousios) e non solo simili («ὁμοιούσιος» homoiousios), come sostenevano gli Ariani.

## Κ
k, c
Καὶ σὺ τέκνον;
Kai sy teknon
"Anche tu figlio?" - «Et tu, Brute?» è nel dramma Giulio Cesare di Shakespeare. L'autore inglese fa parlare Cesare in latino, mentre secondo Svetonio Cesare aveva apostrofato in greco l'amico e figlio adottivo Marco Giunio Bruto vedendolo alzare il pugnale contro di lui.
Κακοῦ κόρακος κακὸν ᾠόν.
Kakou korakos kakon ōon
"Da una cattiva cornacchia, un uovo cattivo” come "tale padre, tale figlio".
Kαλὸς κἀγαθός.
Κalos kagathos
"Bello e buono" – Crasi di «καλὸς καὶ ἀγαθός». Il concetto di kalokagathia designa la perfetta corrispondenza di perfezione fisica e spirituale come paradigma educativo della Grecia antica. Gioca un ruolo importante anche in Socrate.
Καλύτερα μιας ώρας ελεύθερη ζωή παρά σαράντα χρόνια σκλαβιά και φυλακή.
Kalytera mias oras eleftheri zoi, para saranta chronia sklavia ke fylaki
"Meglio un'ora di vita libera, che quarant'anni di schiavitù e carcere." – Versione di una frase del poeta greco Rigas Feraios, sulla ferma volontà di indipendenza della Grecia dall'Impero ottomano, che sfociò nella guerra d'indipendenza greca del 1821. L'originale recita: «Καλλιῶναι μίας ὥρας ἐλεύθερη ζωή, παρὰ σαράντα χρόνοι σκλαβιά, καὶ φυλακή».
Κτῆμα ἐς ἀεί.
Ktēma es aei
"Possesso per sempre" – Tucidide considerava la sua Storia del Peloponneso un possesso per l'eternità in una prospettiva didattica.
Κύκνειον ᾆσμα.
kykneion āsma
"Canto del cigno" – Con canto del cigno si designa l'ultima espressione di un artista. L'espressione risale al mito secondo cui il cigno, al momento di morire, sfodera il suo canto più melodioso. In una versione del mito, Cicno pianse la morte dell'amico Fetonte con tale disperazione, che gli dei ebbero pietà di lui e lo trasformarono nella costellazione del cigno.

Costellazione del cigno

Kύριε ἐλέησον.
Kyrie elèēson
"Signore, abbi pietà" - Kýrie eléison era usato già in epoca pre-cristiana per dei e sovrani. Gli Ebrei della diaspora greca avevano riferito il titolo di Kyrios al Dio di Israele, come traduzione per Adonai «אֲדֹנָי» e in epoca paleocristiana fu riferita a Gesù Cristo. Questa frase è conosciuta quasi esclusivamente in pronuncia itacistica, ossia con υ e η pronunciate i.

## Λ
l
Λάθε βιώσας.
Lathe biōsas
"Vivi nascosto" – Anche se non valido in tutte le circostanze, questo motto di Epicuro, tramandato da Plutarco, è giustificato dalla sicurezza e tranquillità spirituale che nascono dal ritiro dalla gente. Ci ricorda che l'insegnamento di Epicuro è indirizzato alla felicità individuale.

## Μ
m
Μέγα βιβλίον, μέγα κακόν.
Mega biblìon, mega kakòn
"Grande libro, grande malanno" – Massima del poeta alessandrino Callimaco, che era poeta presso la corte di Tolomeo II e lavorò alla Biblioteca di Alessandria.
Μέτρον ἄριστον.
Metron ariston
"La misura è la miglior cosa." – Massima attribuita a Cleobulo, tiranno di Rodi, uno dei Sette Sapienti.
Μὴ γένοιτο.
Mē genoito
"Non sia mai!" – San Paolo, Lettera ai Romani 6.2.
Μηδὲν ἄγαν.
Mēden agān
"Nulla di troppo" – incisione del tempio di Apollo a Delfi, fa parte delle massime apollinee assieme a «Eἶ», "Tu sei" e «Γνῶθι σεαυτόν», "Conosci te stesso".
Μῆνιν ἄειδε θεὰ Πηληιάδεω Ἀχιλῆος.
Mēnin aeide, thea, Pēlēiadeō Achilēos
"Canta, dea, l'ira del Pelide Achille" – Questo l'inizio dell’Iliade, la cui vicenda viene fatta risalire all'ira di Achille.
Μολὼν λαβέ.
Molōn labe
"Vieni a prenderle!" – Prima della battaglia delle Termopili il Re di Persia Serse si offrì di risparmiare il re di Sparta Leonida e i suoi uomini a patto che gettassero le armi. Questa fu la sprezzante risposta di Leonida, riferita da Plutarco. La battaglia delle Termopili, anche se non decisiva per l'esito della seconda guerra persiana, fu la base della successiva fama di Sparta.

## Ν
n
Νενικήκαμεν.
Nenikēkamen
"Abbiamo vinto!" – Luciano di Samosata inventò questa frase e la attribuì a un messaggero di nome Feidippo (anche Fidippide o Filippide), che nel 490 a.C. corse fino ad Atene per portarvi la notizia della vittoria nella battaglia di Maratona e, pronunciate queste parole, cadde morto. Sulla base di questa leggenda, la maratona fu inserita nel 1896 tra le discipline delle prime Olimpiadi moderne.
Νίψον ἀνομήματα μὴ μόναν ὄψιν.
Nipson anomēmata mē monan opsin
"Lava i peccati, non solo il viso" – Palindromo che si trova sulle fontane degli Asclepeia, i templi dedicati ad Asclepio, e anche a Santa Sofia.
Νόμος ὁ πάντων βασιλεύς.
Nomos ho pantōn basileus
"La legge sovrana di tutte le cose" – Pindaro

## Ξ
x
Ξίφος τιτρώσκει σῶμα, τὸν δὲ νοῦν λόγος.
Xiphos titroskei soma, ton de noun logos
"La spada ferisce il corpo, la parola lo spirito". – In italiano "Ne ferisce più la lingua che la spada".
Ξυνὸν γὰρ ἀρχὴ καὶ πέρας ἐπὶ κύκλου περιφερείας.
Xynon gar archē kai peras epi kyklou periphereias
"Su di un cerchio ogni punto d'inizio può anche essere un punto di fine." – Eraclito

## Ο
(h)o
Ὁ μῦθος δηλοῖ ὅτι...
Ho mythos dēloi hoti...
"Il racconto dimostra che..." – È la frase a cui seguono le morali nelle favole di Esopo. Si può usare per chiedere l'insegnamento di una storiella raccontata da qualcuno. Messa in bocca ad un personaggio della cerchia di Fouquet da Alexandre Dumas ne Il visconte di Bragelonne.
Ὁ μὲν βίος βραχύς, ἡ δὲ τέχνη μακρά.
Ho men bios brachys hē de technē makra
La vita è breve, l'arte lunga. – Di Ippocrate di Cos. La frase è sopravvissuta in latino come Vita brevis, ars longa e ad essa si ispira il titolo dell'opera di Seneca De brevitate vitae, I, 1.
Ὁπότεροι δὲ ἡμῶν ἔρχονται ἐπὶ ἄμεινον πρᾶγμα, ἄδηλον παντὶ πλὴν ἢ τῷ θεῷ.
Opoteroi de emòn èrkontai epì àmeinon pràgma, àdelon estì pantì, plèn è tò theò
"Chi di noi andrà verso miglior destino è ignoto a tutti, tranne che al Dio (alla divinità)." – Viene preceduto da questa frase: «Ἀλλὰ γὰρ ἤδη ὥρα ἀπιέναι, ἐμοὶ μὲν ἀποθανουμένῳ, ὑμῖν δὲ βιωσομένοις.» "Oramai già è giunta l'ora per me di morire, per voi di vivere." L'autore è Platone, nell'Apologia di Socrate. Sono le ultime parole di Socrate al quale danno da bere la cicuta.
Οὐ φροντὶς Ἱπποκλείδῃ.
Ou phrontis Hippokleidē
A Ippocleide non importa. Da una storia di Erodoto (6.129), in cui Ippocleide perde la possibilità di sposare la figlia di Cleistene di Sicione dopo essersi ubriacato e aver danzato sulla testa. Erodoto constata che la frase era un'espressione comune ai suoi tempi.
Οὔτοι συνέχθειν, ἀλλὰ συμφιλεῖν ἔφυν.
Outoi synechthein, alla symphilein ephyn
"Non sono qui per unirmi nell'odio, ma nell'amore." – Così ribatte solennemente Antigone, figlia di Edipo, nella tragedia di Sofocle. Eteocle e Polinice, figli di Edipo e entrambi fratelli di Antigone, si erano scontrati per il trono di Tebe, morendo entrambi. Lo zio Creonte, nuovo re di Tebe, aveva però emanato un decreto che vietava la sepoltura di Polinice, perché aveva mosso guerra contro la città, che era governata da Eteocle. Alla legge Antigone antepone la propria coscienza.
Οὖτις ἐμοὶ γ᾿ ὄνομα.
Outis emoi g' onoma
"Il mio nome è Nessuno". – (Odissea IX, 366) In questo modo l'astuto Ulisse si presentò al ciclope Polifemo, che gli promise di divorare Nessuno solo dopo tutti i suoi compagni. Ma quando Ulisse lo accecò, Polifemo non ricevette aiuto dai suoi compagni, che sentendolo dire: “Nessuno mi ha accecato” pensarono a una burla.

## Π

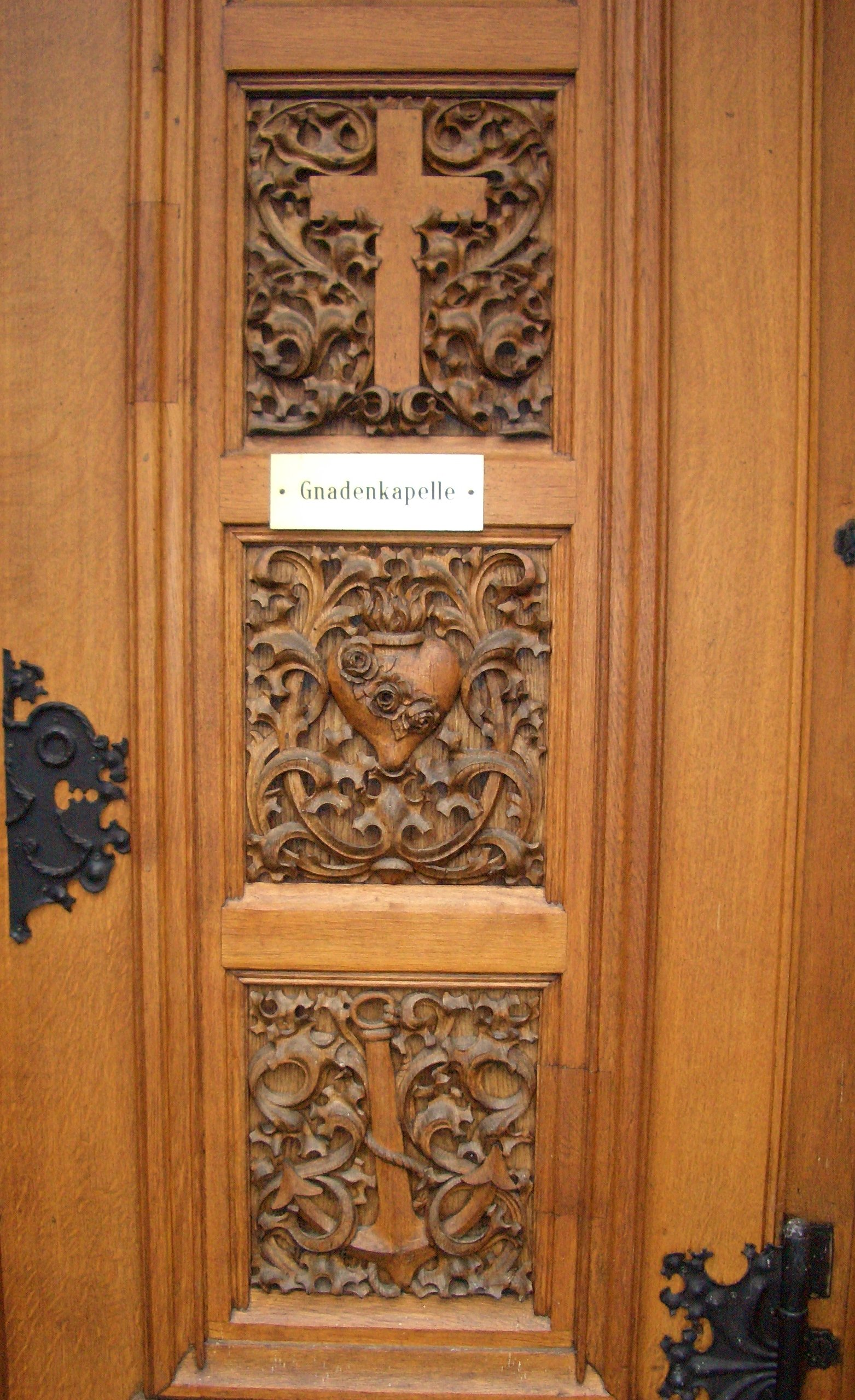
Rappresentazione delle virtù nel convento Himmerod:
fede = croce
carità = cuore
speranza = ancora

p
Παθήματα - μαθήματα
pathēmata - mathēmata
"Le sofferenze (sono) insegnamenti." – Dalla favola di Esopo "Il cane e il cuoco", in cui un cane domestico invita un cane randagio nella cucina di casa, ma il cuoco, pensando voglia rubare, lo bastona.
Πάθει μάθος
pathei mathos
Dall'Agamennone di Eschilo
Πάντα ῥεῖ καὶ οὐδὲν μένει.
Panta rhei kai ouden menei
"Tutto scorre e nulla rimane." – Eraclito, tramandato da Platone come "panta rhei".
Πάντων χρημάτων μέτρον ἐστὶν ἄνθρωπος
Pantōn chrēmatōn metron estin anthrōpos
"L'uomo è misura di tutte le cose". - frase pronunciata da Protagora nel Teeteto di Platone. Essa è diventata col tempo una delle frasi chiave della sofistica.
Πᾶσα γυνὴ χόλος ἐστίν• ἔχει δ᾿ ἀγαθὰς δύο ὥρας• τὴν μίαν ἐν θαλάμῳ, τὴν μίαν ἐν θανάτῳ.
Pāsa gynē cholos estin; echei d' agathas dyo hōras; tēn mian en thalamō, tēn mian en thanatō
"Ogni donna è come bile; ha solo due ore buone: uno a letto, uno nella morte." – Questa citazione misogina risale a Pallade d’Alessandria (circa 400 d.C.). Essa introduce il romanzo di Prosper Mérimée, Carmen, come definizione della femme fatale.
Πίστις, ἐλπίς, ἀγάπη.
Pistis, elpis, agapē
"Fede, speranza, carità" – Le virtù teologali cristiane. Per la prima volta nominate nel Nuovo Testamento:
"Ora rimangono fede, speranza, carità, queste tre, ma la più grande tra di esse è tuttavia la carità." (Prima Lettera ai Corinzi 13, 13)
Πιθήκων ὁ κάλλιστος αἰσχρὸς ἀνθρώπων γένει συμβάλλειν.
Pithēkōn ho kallistos aischros anthrōpōn genei symballein
"La scimmia più bella è brutta in confronto all'uomo." – Dal dialogo di Platone Ippia maggiore, tra Socrate e il sofista Ippia di Eli, con tema il bello.
Πλέων ἐπὶ οἴνοπα πόντον ἐπ' ἀλλοϑρόους ἀνϑρώπους.
Pleōn epi oinopa ponton ep' allothrοous anthrōpous
"Navigando sul mare color vino verso uomini di altre lingue." – Dall’Odissea, 1.162. «οἶνοψ» "oinops" è generalmente l'epiteto per il mare in Omero. Anche nell’Ulisse di James Joyce vi si allude.
Πόλεμος πάντων μὲν πατήρ ἐστι
Polemos pantōn men patēr esti
"La guerra è padre di tutte le cose." - Secondo Eraclito il principio del mondo sta nel continuo rivolgimento, nel continuo passaggio da un polo a un altro.
"Πόλεμος πάντων μὲν πατήρ ἐστι, πάντων δὲ βασιλεύς, καὶ τοὺς μὲν θεοὺς ἔδειξε τοὺς δὲ ἀνθρώπους, τοὺς μὲν δούλους ἐποίησε τοὺς δὲ ἐλευθέρους."
"Il conflitto è padre di tutte le cose, signore di tutte le cose, mostra gli uni come dei, gli altri come uomini, rende gli uni schiavi, gli altri uomini liberi.
Πολλὰ τὰ δεινὰ κ' οὐδὲν ἀνθρώπου δεινότερον πέλει.
Polla ta deina k'ouden anthrōpou deinoteron pelei
"Molte sono le cose straordinarie, eppure nulla vi è di più straordinario dell'uomo." – Coro dell’Antigone di Sofocle.

## Ρ

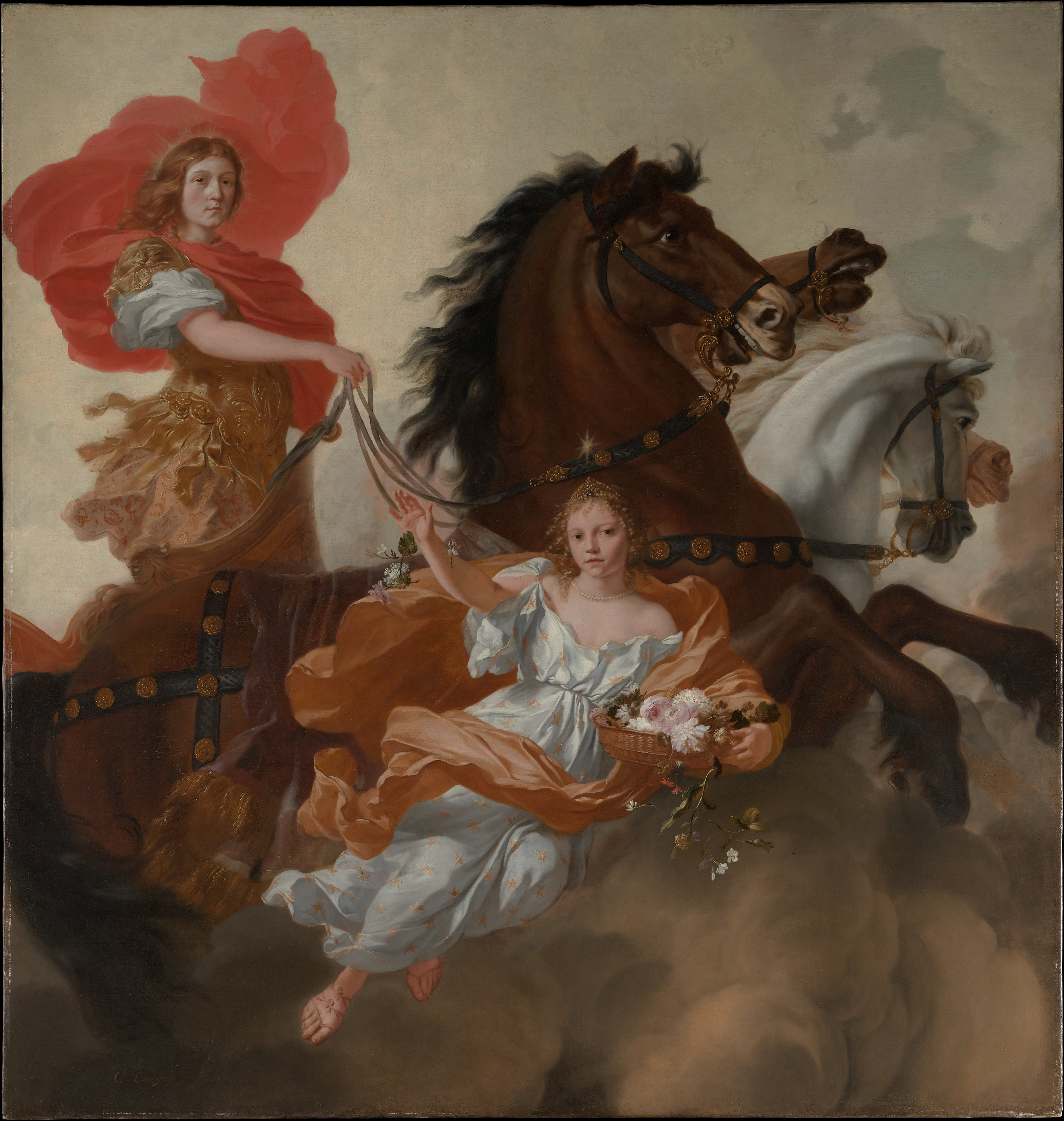
Apollo e Aurora

rh
Ῥοδοδάκτυλος Ἠώς.
Rhododaktylos Ēōs
"Aurora dalle rosee dita" – Spesso usata da Omero in riferimento all'aurora, il cui compito era emergere dall'oceano con il suo tiro di cavalli e annunciare il giorno.

## Σ
s
Σκιᾶς ὄναρ ἄνθρωπος.
Skiās onar anthrōpos
"Il sogno di un'ombra è l'uomo." – La frase proviene dalla VIII Ode Pitica di Pindaro. Vi si può avvicinare il titolo della famosa opera teatrale di Pedro Calderón de la Barca: "La Vida es sueño" – "La vita è sogno".
Σῶμα - σῆμα.
Sōma - sēma
"Il corpo (è) carcere (dell'anima)." – Solo citata da Platone nel suo dialogo Gorgia, ma originariamente di Pitagora. Questo dualismo anima-corpo, che prevedeva una demonizzazione del secondo, penetrò in Grecia dall'India probabilmente con lo Zoroastrismo.
Σπεῦδε βραδέως.
Speude bradeōs
"Affrettati lentamente!" – Nell'originale: «Σπεῦδε βραδέως• ἀσφαλὴς γάρ ἐστ᾿ ἀμείνων ἢ θρασὺς στρατηλάτης.», "Affrettati lentamente! Un condottiero prudente è meglio di uno temerario.".
La traduzione latina «Festina lente!» era secondo Svetonio una delle massime preferite dell'imperatore romano Augusto (Divus Augustus 25, 4).

## Τ

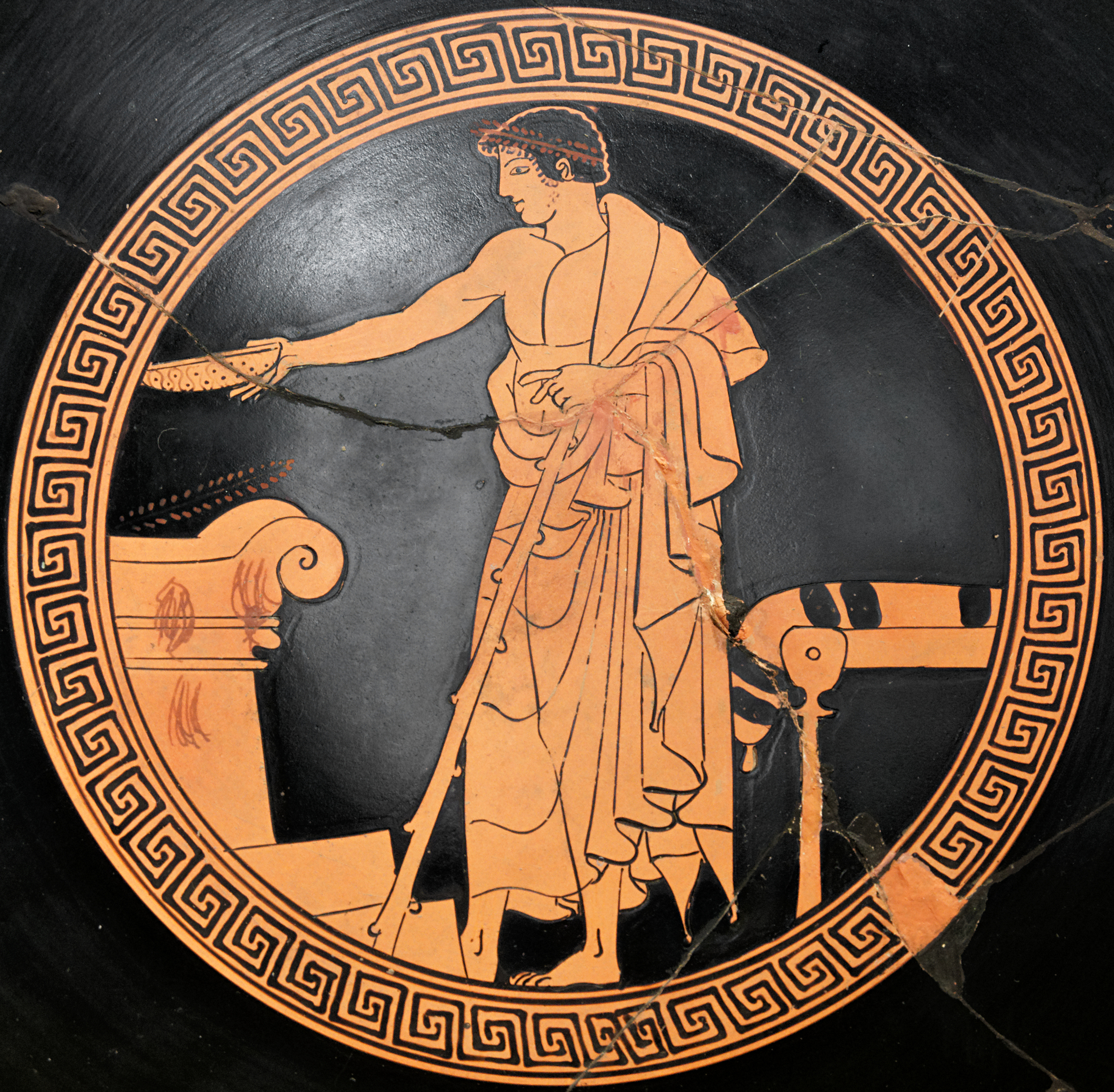
Rappresentazione di una libagione su una kylix attica:
"Il terzo al salvatore."

t
Τὰ σῦκα σῦκα, τὴν σκάφην δὲ σκάφην ὀνομάσων.
Tà sỳka sỳka, tèn skàfēn dè skàfēn onomàsōn
"Dire «pane» al pane e «vino» al vino."
Luciano di Samosata, nel suo Come si deve scrivere la Storia, 41, riporta:
(Πῶς δεῖ Ἱστορίαν συγγράφειν, 41)
Τὶ εὔκολον; Τὸ ἄλλῳ ὑποτίθεσθαι.
Ti eukolon? To allō hypotithesthai
"Cos'è facile? Dare consigli agli altri" – Talete
Τὶ δύσκολον; Τὸ ἑαυτὸν γνῶναι.
Ti dyskolon? To eautōn gnōnai
"Cos'è difficile? Conoscere se stessi" – Talete
Τί ἐστιν ὃ μίαν ἔχον φωνὴν τετράπουν καὶ δίπουν καὶ τρίπουν γίνεται.
Ti estin ho mian echon phōnēn tetrapoun kai dipoun kai tripoun ghinetai
"Cos'è che ha una voce e ha quattro gambe, due, tre?" – Indovinello della Sfinge, che completo è:
"La mattina ha quattro gambe, a mezzogiorno ne ha due, di sera tre. Di tutte le creature è l'unica a cambiare il numero di piedi; ma proprio quando ne ha di più, ha meno forza e velocità."
Edipo rispose:
"Tu intendi l'uomo, che al mattino della sua vita, quando è bambino, procede a gattoni. Quando è diventato forte, procede su due piedi, al mezzogiorno della sua vita; alla sua sera, da vecchio, necessita un appoggio e il bastone gli fa da terzo piede."
Così la Sfinge morì e la città di Tebe libera. Edipo per questo fu nominato re e gli fu data in sposa Giocasta, senza sapere che fosse sua madre.
Τὸ ἀδικεῖν τοῦ ἀδικεῖσθαι κάκιον.
To adikein tu adikeistai kakion
"Commettere ingiustizia è peggio di subirla." (Socrate secondo Platone, nel Gorgia, 474b)
Τὸ τρίτον σωτῆρι.
To triton sōtēri
"Il terzo al salvatore" – In una libagione la prima coppa era versata al messaggero degli dei, Ermes, la seconda alle Cariti, le tre Grazie, e la terza al padre degli dei Zeus.
Τὸν λιμέν’ εὗρον
Ton limen' euron
"Ho trovato l'approdo."
La metafora ha avuto una notevole fortuna letteraria, soprattutto nella forma latina «Inveni portum»
L'originale proviene da un epitaffio di autore sconosciuto, tràdito dall'Antologia Palatina
(Anth. Pal., IX.49)

## Υ
hy
Ὕστερον πρότερον.
Hýsteron pròteron
"Prima ciò che è dopo." – L’hysteron-proteron è una figura retorica che prevede il ribaltameno dell'ordine naturale della frase. Un esempio famoso si trova in Virgilio:
«Moriamur, et in media arma ruamus.», "Moriamo, e gettiamoci tra le armi nemiche."

## Φ
ph
Φεῦ φεῦ, φρονεῖν ὡς δεινὸν ἔνθα μὴ τέλη λύῃ φρονοῦντι•
Fèu, fèu, fronèin-ōs deinòn èntha mē tèlē lýēi fronoùnti
"Ahimè, ahimè, com'è terribile la saggezza quando non porta alcun profitto al saggio!", Sofocle, Edipo re – Battuta di entrata di Tiresia.
Φιλοπονεὶ ὦ παῖ μὴ δαρῇς.
Philoponèi ō pài mē darèis
"Datti da fare, ragazzo, se non vuoi essere punito" – Compito di punizione o di esercizio su una tavoletta greca ritrovata secoli dopo.

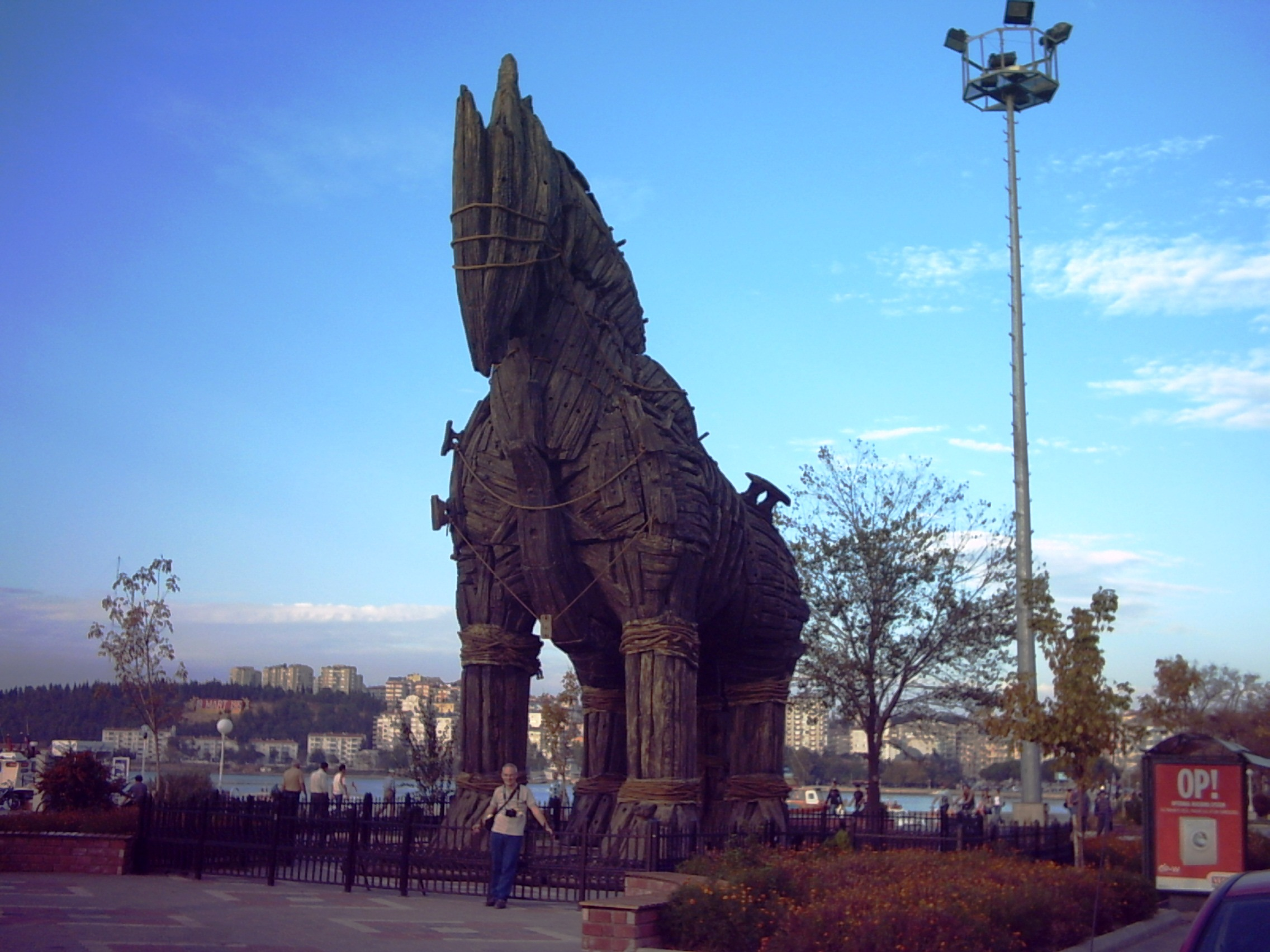
Cavallo troiano utilizzato nel film Troy (2004)

Φοβοῦ τοὺς Δαναοὺς καὶ δῶρα φέροντας.
Phobou tous Danaous kai dōra pherontas
"Temi i Danai (Greci), anche quando recano doni." – Più conosciuta forse la versione latina, in prima persona ("Temo i Danai…"), tratta dall'Eneide di Virgilio:
«Quidquid id est timeo Danaos et dona ferentes.»
Dopo che i Greci ebbero simulato la partenza, i Troiani uscirono sulla spiaggia, trovando un gigantesco cavallo di legno. Tutti lo credono un dono dei Greci al dio Poseidone per propiziarsi il ritorno via mare, sebbene Laocoonte, pronunciando questa frase, li ammonisca sulle reali intenzioni dei nemici. Nel cavallo si cela un manipolo di Greci che decreterà la distruzione di Troia.
Φυγεῖν μὲν οὖν χρὴ πόλεμον ὅστις εὖ φρoνεῖ.
Phygein men oun chrē polemon hostis eu phronei
"La guerra dunque deve evitare, chi ragiona." – Citazione dalla tragedia di Euripide Le Troiane. Jean-Paul Sartre, che rielaborò questa opera, disse:
"Si sa con certezza che questo pezzo anche al tempo di Euripide aveva una lampante implicazione politica. Era una condanna della guerra in generale, e in particolare delle spedizioni coloniali."

## Χ
kh, ch
χαλεπὰ τὰ καλά
Chalepà tà kalà
Tradotta come "Le cose belle (sono) difficili", questa frase, attribuita a Platone, costituisce un’esortazione a non mollare davanti alle difficoltà, poiché solo grazie alla fatica si possono ottenere cose belle, e per ottenere un importante risultato è necessario faticare, tuttavia la soddisfazione finale sarà maggiore dei sacrifici fatti.
A livello grammaticale, tale espressione viene spesso citata come esempio di sostantivazione degli aggettivi di genere neutro utilizzati nei casi retti del plurale.
ΧΡ
Chi-Rho
Il monogramma di Cristo "ΧΡ" - "Chi-Rho" è dopo la Croce e il pesce il simbolo più usato per indicare Cristo, soprattutto in epoca tardo-antica. Il logotipo ΧΡ contiene le prime due lettere della parola «Χριστός» ("Cristo"), la Χ (Chi) e la Ρ (Rho), che si scrivono come le lettere latine X e P.

## Ψ
ps
Ψυχὴ πᾶσα ἀθάνατη• τὸ γὰρ ἀεικίνητον ἀθάνατον.
Psychē pāsa athanatē; to gar aeikineton athanaton
"Ogni anima è immortale; ciò che sempre si muove è immortale." – Citazione dal dialogo di Platone Fedro. L'anima, come principio in moto, non può mai trovare pace e perciò è immortale. A queste parole Socrate riallaccia il suo mito dell'anima.
Ψυχῆς ἰατρεῖον.
Psychēs iatreion

Ricostruzione della biblioteca d'Alessandria

"Ospedale dell'anima" – Iscrizione apposta sulla porta della Biblioteca di Alessandria durante l'Ellenismo, a detta di Diodoro Siculo, Bibliotheca 1, 49. La Biblioteca era la più grande raccolta di scritti del mondo antico. Intorno al 250 a.C. si contavano già 400.000 rotoli, che sarebbero arrivati fino 1 700 000. Ogni nave, che si trovasse a sostare nel porto di Alessandria con libri a bordo, doveva cederli alla Biblioteca e aspettare che le fossero restituiti sotto forma di copie.  Oggi il motto della biblioteca è dalla sua fondazione anche quello della Biblioteca Civica Bertoliana di Vicenza aperta alla fine dell agosto 1708 grazie al Lasciato del giureconsulto Giovanni Maria Bertollo(Joannes Maria Bertolus- da cui "Bertoliana".

## Ω
(h)ō
Ὦ δέσποτα, μέμνησο Ἀθηναίων.
Ō despota, memnēso Athēnaiōn
"Signore, si ricordi degli Ateniesi!" – Con queste parole uno schiavo greco doveva svegliare il re di Persia Dario per ricordargli di vendicarsi dell'aiuto dato dagli Ateniesi alla rivolta ionia, che aveva visto i Greci dell'Asia Minore e di Cipro danneggiare i domini persiani nella zona.

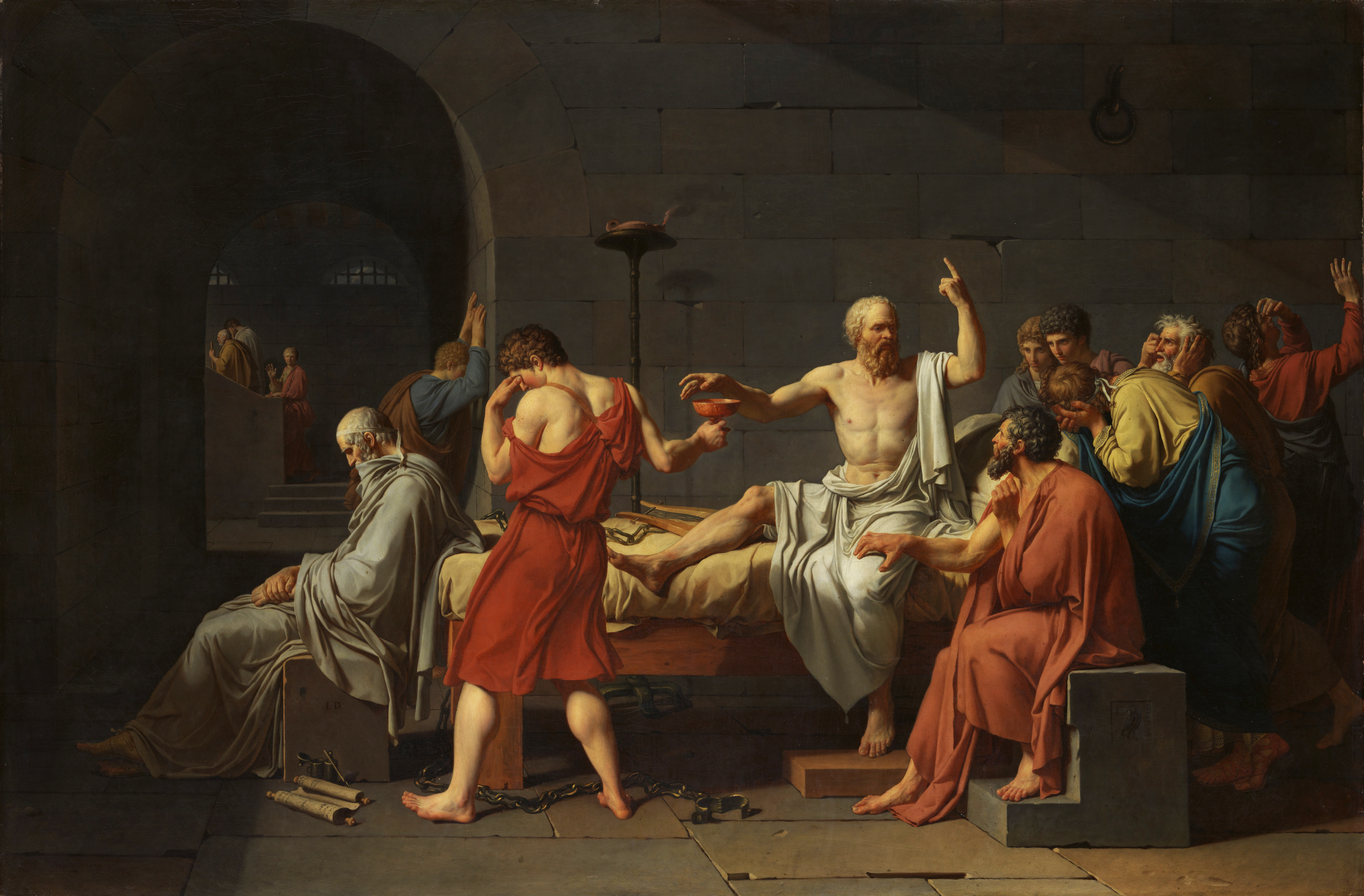
Jacques-Louis David, La morte di Socrate

Ὦ Κρίτων […] τῷ Ἀσκληπιῷ ὀφείλομεν ἀλεκτρύονα. ἀλλὰ ἀπόδοτε καὶ μὴ ἀμελήσητε.
Ō Kritōn […] tō Asklēpiō opheilomen alektryona, alla apodote kai mē amelēsēte
"Critone, dobbiamo a Asclepio un gallo; sacrificateglielo, non scordatevene." – Ultime parole di Socrate all'amico Critone, quando fu condannato a bere la cicuta. Asclepio era dio della medicina: la morte arrivava per Socrate come una liberazione, sebbene Critone avesse voluto convincerlo a scappare
Ὦ ξεῖν᾿, ἀγγέλλειν Λακεδαιμονίοις ὅτι τῇδε κείμεθα τοῖς κείνων ῥήμασι πειθόμενοι.
Ō xein', angellein Lakedaimoniois hoti tēde keimetha tois keinōn rhēmasi peithomenoi
"Straniero, annuncia agli Spartani, che noi giacciamo qui, ubbidiendo alle loro parole" – Epigramma di Simonide presso le Termopili, doveva essere scritto su una lastra commemorativa per gli Spartani, che combatterono fino all'ultimo uomo per bloccare la strada ai Persiani.
Cicerone alza pateticamente il tono della frase, parlando di leggi sacre:
«Dic, hospes, Spartae nos te hic vidisse iacentes, dum sanctis patriae legibus obsequimur.»
Heinrich Böll usò la rielaborazione tedesca della frase ad opera di Friedrich Schiller (“Wanderer, kommst du nach Sparta, verkündige dorten, du habest /Uns hier liegen gesehn, wie das Gesetz es befahl.”) come titolo del suo racconto "Wanderer, kommst du nach Spa...", su un mutilato nella seconda guerra mondiale.
Ὦ ἰατρὲ ἰῶ σαυτόν.
Ō iatrè iō sautòn
"Medico, cura te stesso." – Tradotta in latino con «Medice cura te ipsum», questa affermazione ricorda all'uomo che è necessario pensare prima ai propri problemi e poi agli altrui.